# Diablo (Nea e Nio García)
Diablo è un singolo della cantante svedese Nea e del cantante portoricano Nio García, pubblicato il 25 settembre 2020 su etichetta discografica Milkshake.

## Tracce
1. Diablo – 2:45

## Classifiche

### Classifiche settimanali
| Classifica (2020) | Posizione massima |
| ----------------- | ----------------- |
| Belgio (Vallonia) | 54                |
| Romania           | 73                |
| Russia            | 5                 |

### Classifiche di fine anno
| Classifica (2020) | Posizione |
| ----------------- | --------- |
| Russia            | 175       |